# نادي بنك ملي إيران
نادي بنك ملي إيران (بالفارسية: باشگاه فوتبال بانک ملی) ، هي نادي إيراني لكرة القدم، كانت مقرها في جنوب العاصمة الإيرانية طهران ، واعلنت حل النادي خلال عقد 2000م.